# ヨウ化インジウム(III)
ヨウ化インジウム(III)(Indium(III) iodide)は、インジウムとヨウ素からなる化学式InI3の化合物である。

## 合成
インジウムとヨウ素蒸気の反応で得られる。
2 In + 3I
2  →  2 InI
3
また、ヨウ化水素中でインジウム溶液を蒸発させることでも得られる。

## 性質
ヨウ化インジウム(III)は、淡黄色の非常に吸湿性のある単斜晶系固体(空間群 P21/c, a = 9.837 Å, b = 6.102 Å, c = 12.195 Å, β = 107.69°)で、210℃で融解して濃茶色の水への溶解度が高い液体になる。結晶は二量体分子で構成される。黄色のβ型はゆっくりと赤いα型に変わる。水蒸気の存在下では、245℃で酸素と反応し、酸化ヨウ化インジウム(III)を形成する。
α型は、57℃でβ型に遷移する。α型の構造はX線結晶構造解析で決定されていないが、分光学的な証拠から、インジウムは六配位であることが示されている。β型は、四配位のインジウムを中心としたIn2I6の構造を持つ。